# Michał Kondracki
Michał Kondracki (né le 5 octobre 1902 à Poltawa, mort le 27 février 1984 à Glen Cove) est un compositeur polonais et critique musicale.

## Biographie
Michał Kondracki, né le 5 octobre 1902 à Połtava (aujourd'hui en Ukraine), étudie de 1923 à 1927 au conservatoire de Varsovie avec Roman Statkowski et Karol Szymanowski pour la composition, et Henryk Melcer-Szczawiński pour le piano. De 1927 à 1930, il étudie au conservatoire de Paris avec Paul Dukas, Paul Vidal et Nadia Boulanger ; il est également secrétaire de l'association des jeunes musiciens polonais à Paris. À son retour à Varsovie, il s'occupe à composer, à écrire de la critique musicale dans les journaux et à participer à des œuvres caritatives.
Kondracki est co-organisateur et vice-président de la Polish Society for Contemporary Music, vice-président de l'Association d'écrivains et critiques musicaux, membre du bureau de conseillers artistiques de l'Opéra de Varsovie et membre du bureau de la  Société d'Amis de la Société de danse artistique et de la Société Karol  Szymanowski.
Il collecte également la musique folklorique des régions de Hucul, Podhale et Żywiec. Le déclenchement de la Seconde Guerre mondiale en 1939 le trouve en Méditerranée. En 1940, il arrive au Brésil et vit à Rio de Janeiro, où il travaille à la station de radio. En octobre 1943, il déménage aux États-Unis et vit à New York, où il donne des cours de piano en privé. Il travaille également à la TV Voice of America, où il conduit des interviews avec des artistes polonais se produisant aux États-Unis. Il devient président de The Long Island Little Orchestra Society. En 1948-1949 et de 1957 à 1969, il est correspondant pour Ruch Muzyczny, où il informe de la vie musicale américaine. En 1960 il s'installe à Glen Cove, près de New-York, où il vit jusqu'à sa mort le 27 février 1984.
Michał Kondracki fut un voyageur passionné et un grand amoureux de la natureet ces qualités ont dans une large mesure façonné sa vie en exil. Il portait un nom de famille double, avec le cognomen « Ostoya (en) », qu'il n'a cependant jamais utilisé.

## Œuvre
Kondracki fut l’un des chefs de file de l’avant-garde musicale polonaise de l’entre-deux-guerres. Son œuvre riche et stylistiquement diversifiée a prédit sa position élevée dans la musique européenne. La force de son talent fait qu’il n’est plus ni un épigone de K. Szymanowski, ni un imitateur de l’école française, à laquelle il doit sa maîtrise de la technique compositionnelle contemporaine. L’œuvre de Kondracki se caractérise par l’évolutionnisme, qui se manifeste par la capacité d’absorber et de traiter les nouvelles tendances et par une manière variée d’utiliser le matériel folklorique. Les œuvres de Kondracki se caractérisent par le panache et la spontanéité, le rythme ferme, l’instrumentation expressive et, plus tard, le lyrisme et l’humeur changeante. L’œuvre d’avant-guerre de Kondracki a été en grande partie détruite ; À partir de 1939, il compose peu, se consacrant presque exclusivement à l’enseignement. La production journalistique d’avant-guerre de Kondracki, composée de plusieurs centaines d’articles et de critiques musicales, est également remarquable.
Dans ses œuvres, les influences vont de Roussel et Ravel jusqu'à Prokofiev  ou Bartok. Sa réputation musicale débute avec le ballet Metropolis (1929) et Mała symfonia góralska l'année suivante.
- Trzy utwory pour piano, 1923
- A jeżeli nic na głos pour piano, 1924
- Dwie pieśni pour voix et piano, 1924
- Kołysanka Don Juana pour piano, 1924–26
- Scherzo pour piano, 1924–26
- Preludium i fuga pour piano, 1924–26
- Kwartet smyczkowy (quatuor à cordes), 1925
- Concerto pour piano no 1, 1926
- Partita na małą orkiestrę, 1926
- Marchołt, opéra comique, 1927
- Metropolis, musique de ballet pour orchestre (1929 perdu)
- Mała symfonia góralska „Obrazy na szkle“ pour ensemble de chambre, 1930
- Krasula, cantate humoristique pour chœur et orchestre, 1931
- Żołnierze (Parade), tableau symphonique pour orchestre, 1932
- Popieliny, opéra (Varsovie, 3 mai 1934, perdu)
- Suita kurpiowska pour orchestre, 1933
- Nokturn pour orchestre, 1934
- Mecz pour orchestre, 1935
- Concerto pour piano no 2, 1935
- Koncert na orkiestrę, 1935
- Trio pour flûte, clarinette et basson, 1935
- Legenda czyli baśń krakowska, Ballet, 1937
- Cantata ecclesiastica pour chœur et orchestre, 1937
- Ptaszki św. Franciszka pour chœur a cappella, 1938
- Toccata pour orchestre, 1939
- Epitafia pour orchestre, 1939
- Canção marcial da mocidade pour chœur a cappella, 1941
- Taniec brazylijski pour piano, 1942
- Symfonia zwycięstwa pour orchestre, 1942–1944
- Psalm pour orchestre, 1944
- Groteska pour orchestre, 1944
- Concertino in C pour piano et petit orchestre, 1944
- Taniec brazylijski pour orchestre, 1944
- Taniec uliczników pour orchestre, 1945
- Nokturn pour harpe et orchestre à cordes, 1951
- Pastorale pour orchestre, 1954
- Hymn olimpijski „Happy the Man“ pour chœur et orchestre, 1954
- Kolęda pour flûte et orchestre à cordes, 1955
- Moods pour piano, 1956
- Hymn do Afrodyty pour orchestre à cordes, 1958
- Noites cariocas, Rio de Janeiro pour piano, vers 1942
- Jaś i Kasia pour voix et piano, avant 1926
- Dziewczyna i pajacyk pour voix et piano, avant 1926
- Dziesięć piosenek ludowych pour voix et piano, avant 1939